# Zeidelheide
Die Zeidelheide war ein ungenaues deutsches Flächenmaß und kann auch als Stückmaß aufgefasst werden. Der Begriff Zeidelheide ist mindestens schon 1450 nachweisbar. Das Maß bestimmte die notwendige Waldfläche, die eine mögliche Anzahl von Bienenvölker für die Ernährung ohne Zufütterung leisten konnte. Die Waldfläche wurde nur als Waldstück bezeichnet und so auch mit Abgaben belegt. An- und Verkauf und Abgaben wurde durch die Zeidelgesellschaft organisiert. Die Zeidelheide teilte man in Distrikte. Das Waldstück wurde mit Zeichen (Zeidelzeichen) wie Kreuze, Figuren oder Quadrate usw. an den Grenzen gekennzeichnet
- 1 Zeidelheide = 60 Bienenvölker
- 30 Bienenvölker = ½ Maß
- 15 Bienenvölker = Viertelmaß